# Waleri Jewgenjewitsch Karpow
Waleri Jewgenjewitsch Karpow (russisch Валерий Евгеньевич Карпов; * 5. August 1971 in Tscheljabinsk, Russische SFSR; † 10. Oktober 2014 ebenda) war ein russischer Eishockeyspieler, der in seiner aktiven Zeit von 1988 bis 2006 unter anderem für die Mighty Ducks of Anaheim in der National Hockey League in Nordamerika spielte.

## Karriere
Waleri Karpow begann seine Karriere als Eishockeyspieler in seiner Heimatstadt in der Jugend des HK Metschel Tscheljabinsk, für dessen Profimannschaft er in der Saison 1988/89 sein Debüt in der zweitklassigen Wysschaja Liga gab. Noch während der laufenden Spielzeit wechselte er zu deren Stadtrivalen HK Traktor Tscheljabinsk, für den er in den folgenden fünfeinhalb Jahren in der Superliga auf dem Eis stand und in der Saison 1992/93 GUS-Vizemeister wurde. In dieser Spielzeit absolvierte der Angreifer auch neun Spiele für deren Ligarivalen HK ZSKA Moskau. Zudem wurde er im NHL Entry Draft 1993 in der dritten Runde als insgesamt 56. Spieler von den Mighty Ducks of Anaheim ausgewählt, für die er von 1994 bis 1997 in der National Hockey League aktiv war. Zudem spielte er parallel für die Farmteams der Kalifornier, die San Diego Gulls und Long Beach Ice Dogs aus der International Hockey League sowie die Baltimore Bandits aus der American Hockey League.
Im Sommer 1997 kehrte Karpow in seine russische Heimat zurück, in der er einen Vertrag beim HK Metallurg Magnitogorsk erhielt, mit dem er 1999 Russischer Meister sowie 1998 Vizemeister wurde. Zudem gewann der Linksschütze mit Metallurg 1999 und 2000 jeweils die European Hockey League und 1998 den nationalen Pokalwettbewerb. Nach einem Jahr beim HK Lada Toljatti begann der ehemalige NHL-Spieler die Saison 2001/02 zunächst beim HK Dynamo Moskau, verließ die Hauptstädter allerdings bereits nach 19 Spielen wieder, um zum HK Metallurg Magnitogorsk zurückzukehren, mit dem er 2004 erneut Vizemeister wurde. Zum Abschluss seiner Laufbahn spielte der Weltmeister von 1993 in der Saison 2005/06 noch einmal für seine Ex-Clubs aus der zweiten Liga, den HK Metschel Tscheljabinsk und den HK Traktor Tscheljabinsk, aus seiner Heimatstadt, wobei ihm mit Traktor Tscheljabinsk am Saisonende die Rückkehr in die Superliga gelang.

### International
Für die Sowjetunion nahm Karpow an der U20-Junioren-Weltmeisterschaft 1991 teil. Für Russland nahm er an den Weltmeisterschaften 1993, 1996, 1999, 2001 und 2002 teil. Des Weiteren stand er im Aufgebot Russlands bei den Olympischen Winterspielen 1994 in Lillehammer.

## Tod
Waleri Karpow ist an den Folgen einer Schlägerei gestorben. Karpow war im Juli 2014 bei einer Auseinandersetzung in seinem Haus von einer Flasche am Kopf getroffen worden und gestürzt; seitdem lag er im Koma.

## Erfolge und Auszeichnungen
| - 1993 Wertvollster Spieler der IHL - 1993 IHL All-Star-Team - 1994 IHL All-Star-Team - 1998 Russischer Vizemeister mit dem HK Metallurg Magnitogorsk - 1998 Russischer Pokalsieger mit dem HK Metallurg Magnitogorsk - 1999 European-Hockey-League-Gewinn mit dem HK Metallurg Magnitogorsk | - 1999 Russischer Meister mit dem HK Metallurg Magnitogorsk - 1999 Topscorer der Superliga-Playoffs - 2000 European-Hockey-League-Gewinn mit dem HK Metallurg Magnitogorsk - 2004 Russischer Vizemeister mit dem HK Metallurg Magnitogorsk - 2006 Aufstieg in die Superliga mit dem HK Traktor Tscheljabinsk - 2006 Meiste Punkte und Tore in den Wysschaja-Liga-Playoffs |

International
- 1989 Goldmedaille bei der U18-Junioren-Europameisterschaft
- 1991 Silbermedaille bei der U20-Junioren-Weltmeisterschaft
- 1993 Goldmedaille bei der Weltmeisterschaft
- 2002 Silbermedaille bei der Weltmeisterschaft